# Johnson (Arkansas)
Johnson város az Amerikai Egyesült Államok Arkansas államában, Washington megyében. Lakosainak száma 3609 fő (2020. április 1.).

## Népesség
A település népességének változása:

| 2010 | 3 354 |
| 2020 | 3 609 |